# Federazione cestistica di Panama
La Federazione cestistica di Panama è l'ente che controlla e organizza la pallacanestro a Panama.
La federazione controlla inoltre la nazionale di pallacanestro di Panama. Ha sede a Panama e l'attuale presidente è Miguel Sanchiz Jr..
È affiliata alla FIBA dal 1958 e organizza il campionato di pallacanestro di Panama.